# Annabel Moreno i Nogué
Annabel Moreno i Nogué (Barcelona, 1973) és una advocada i política catalana, alcaldessa d'Arenys de Mar entre 2016 i 2023. Ha estat Secretària de Política Comarcal d'ERC. Des de juliol de 2023 és directora de Ports de la Generalitat de Catalunya.

## Trajectòria
Llicenciada en Dret. Màster en Dret Administratiu. Exerceix l'advocacia des de l'any 2000, tan en l'àmbit del Dret administratiu com del Dret urbanístic. Ha estat assessora jurídica al grup d'Esquerra Republicana de Catalunya (ERC) al Parlament de Catalunya i lletrada en diversos ajuntaments. Ha treballat de lletrada de la Comissió de Deontologia del Col·legi d'Advocats de Barcelona. Alcaldessa d'Arenys de Mar entre abril de 2016 i maig de 2023. Ha estat diputada a la Diputació de Barcelona.
Va ser vicepresidenta de l'Associació de Municipis per la Independència (AMI) els anys 2018-2019. Ha exercit de consellera delegada del Consell Comarcal del Maresme, com responsable dels Serveis als municipis i Planificació. Va ser representant dels municipis catalans amb port al Consell executiu de Ports de la Generalitat i el juliol de 2023 va ser nomenada directora d'aquesta empresa pública que gestiona els ports catalans.
Va accedir a l'Alcaldia d'Arenys, el 6 d'abril de 2016, a través d'una moció de censura que van impulsar ERC, CUP, PSC, CiU i ICV. Des de les eleccions municipals de 2011 havia estat regidora a l'oposició. A les eleccions de maig de 2019 ERC va incrementar la seva representació i va revalidar l'alcaldia d'Annabel Moreno amb una nova majoria amb la CUP i Arenys en Comú. L'agost de 2022 la CUP i AeC van abandonar el govern municipal i van deixar ERC en minoria.
Des de juliol de 2023 és Directora General de Ports de la Generalitat de Catalunya.